# Palác Uherské královské komory

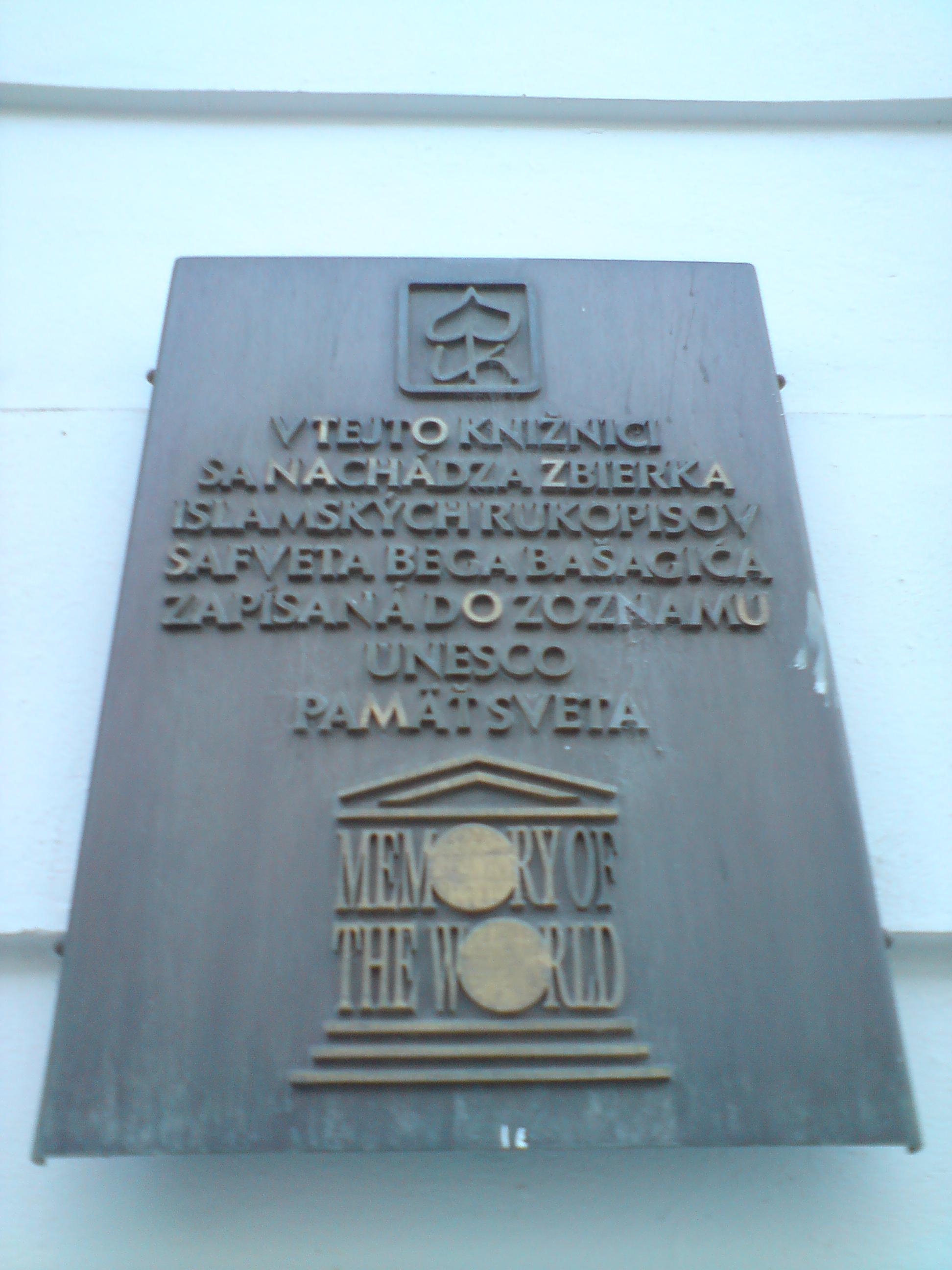
Deska oznamující uložení památky UNESCO v knihovně

Palác uherské královské komory je palác na Michalské ulici č. 1 v městské části Staré Mesto v Bratislavě. Dnes v budově sídlí Univerzitní knihovna. Patří mezi národní kulturní památky SR.
Je to dílo architekta G. B. Martinelliho postavené v letech 1753–1756 ve stylu klasicizujícího baroka. Budova byla postavena pro Uherskou královskou komoru, tehdejší nejvyšší finanční instituci Uherska, která v letech 1531–1782 sídlila v Bratislavě. V letech 1802–1848 v paláci sídlil uherský sněm. Konalo se zde i zasedání, na němž byly přijaty březnové zákony. V letech 1860–1867 zde sídlil Místodržitelský úřad (královské místodrzitelství). Po jeho zrušení byl palác až do poloviny 50. let 20. století sídlem uherských, později československých a slovenských justičních úřadů. Působila zde i řada dalších institucí, například katastrální úřad a jiné.
V letech 1953–1955 se konala rekonstrukce budovy, podle plánů Aloise Darick st., a v roce 1953 sem byla přestěhována Univerzitní knihovna. 
Na budově se nacházejí dvě pamětní desky. Jedna označuje uložení sbírky islámských rukopisů, které jsou na seznamu Světového dědictví UNESCO a druhá je věnována Ľudovítu Štúrovi.